# Ahmed Khalid Benomar
Ahmed Khalid Benomar, né à Salé, au Maroc, est un spécialiste en développement territorial et économique marocain. Il a été notamment Conseiller économique, coordonnateur du pôle chargé de la politique économique et de l'investissement auprès du chef du gouvernement du Royaume du Maroc.

## Biographie
Diplômé du programme grande école de l'École supérieure des sciences économiques et commerciales (ESSEC) à Paris, avec une licence et un doctorat d’État en histoire de l’université de la Sorbonne à Paris, Ahmed Khalid Benomar a été notamment pendant le Gouvernement elotmani le coordonnateur du pôle chargé de la politique économique et de l'investissement auprès du chef du gouvernement du Maroc. Il a été également nommé depuis 2017 à la tête de la première « Delivery Unit », une unité créée par un gouvernement marocain au sein de la Primature et chargée du suivi de la mise en œuvre du Programme Gouvernemental.
En tant qu'expert national et international et spécialiste des politiques publiques, il a contribué à de nombreux projets et programmes d'envergure notamment pour la mise en place d'une Delivery Unit.
Mandaté par le chef du gouvernement sur la conception et le suivi de réformes économiques et sociales, il est intervenu régulièrement auprès des médias nationaux et internationaux pour défendre la vision économique et réformes menées pendant la période de la COVID-19. Ses idées et visions sur la Deliverlogie dans le secteur public lui permettent d'être cités parmi la liste d'experts ayant contribué au chantier du nouveau modèle de développement. Il est aussi l'un des fondateurs en janvier 2019 du réseau africain des Delivery Units auprès des chefs d’État et de gouvernement d'Afrique et participe au réseau des Centres de Gouvernement de l'OCDE.
Avant de prendre ses fonctions au Département du chef du gouvernement, Ahmed Khalid Benomar a dirigé pendant 3 ans, la Direction de la Stratégie et de la Planification de l'Agence pour la promotion et le développement du Nord et y a occupé auparavant plusieurs responsabilités importantes dans la conception et la mise en œuvre de programmes de développement territoriaux intégrés. Son travail sur la problématique de la culture illicite du cannabis dans les régions du Nord, en font une référence nationale en la matière, publiant divers articles et participant à de nombreuses émissions sur la question, tout en conseillant les autorités sur les enjeux liés à cette culture.
Il fut auparavant consultant en stratégie travaillant sur les problématiques du secteur public et privé et expert sur les questions de gouvernances publiques.
Ses nombreux travaux et son implication sur les questions de gouvernance publique et de développement territorial font de lui une des 40 personnalités de moins de 40 ans citées par le magazine Telquel en 2021.